# Szymon Syrkus

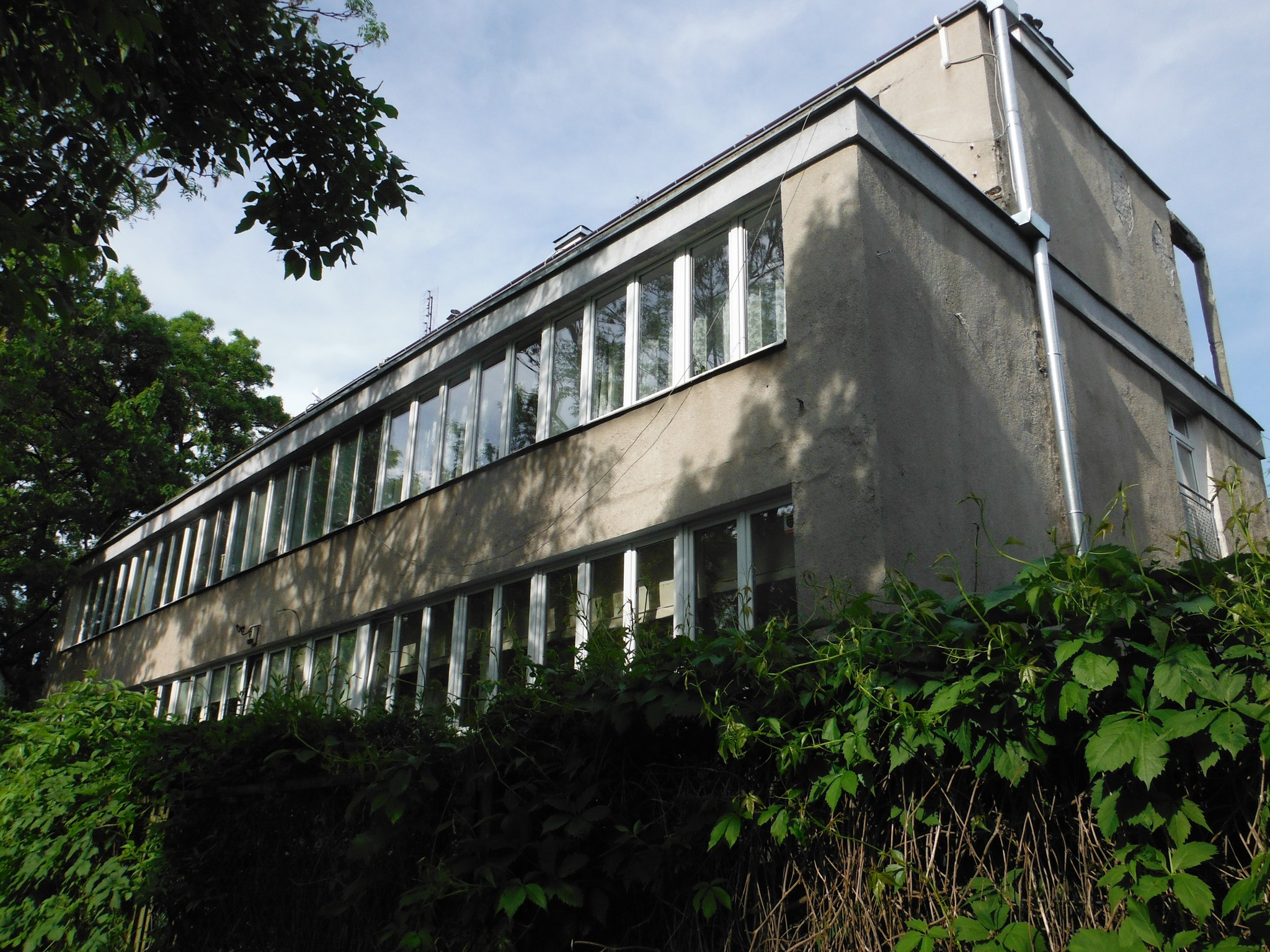
Dom przy ul. Walecznych 12 w Warszawie

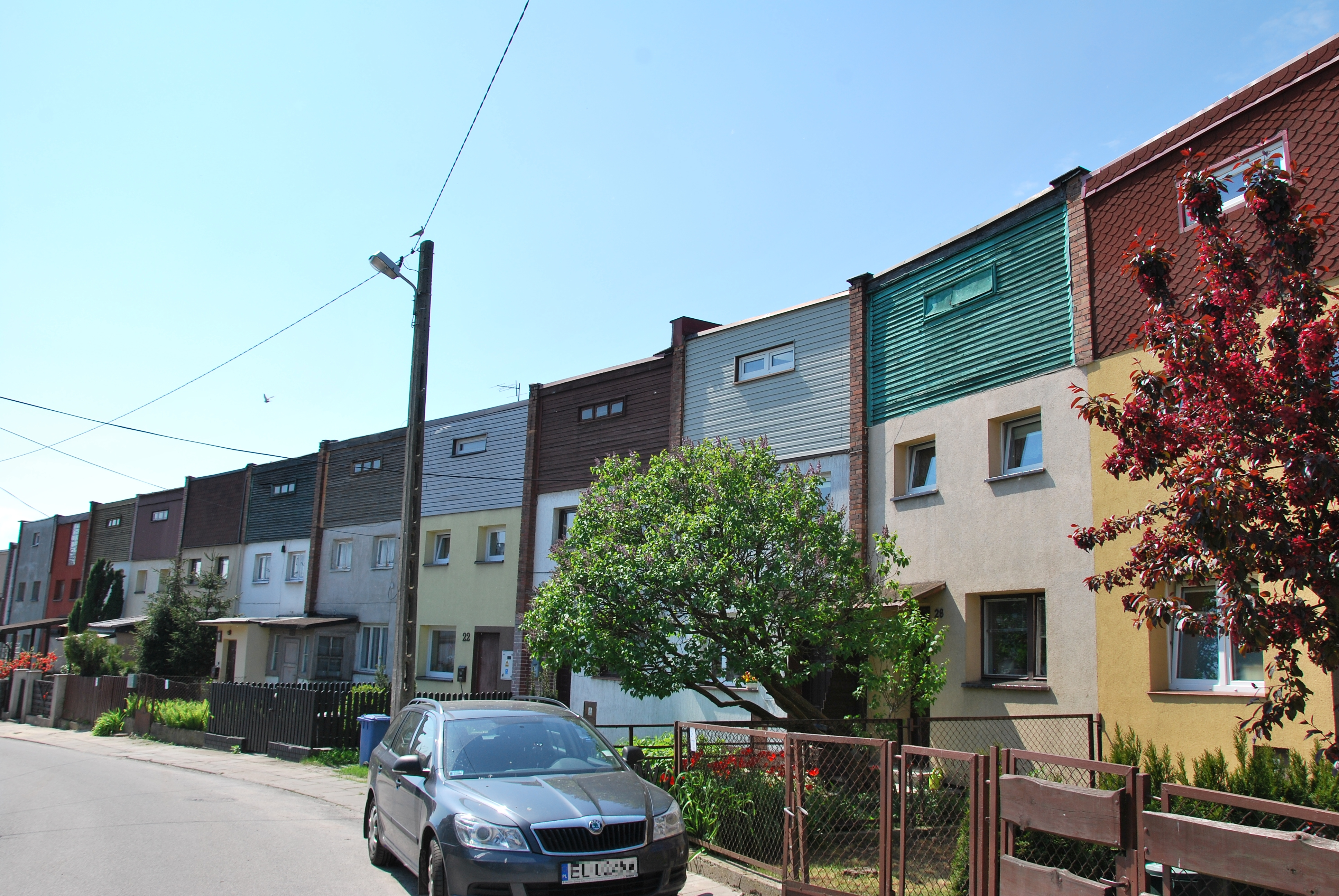
Osiedle zaprojektowane przez Szymona i Helenę Syrkusów przy ul. Kwarcowej w Łodzi

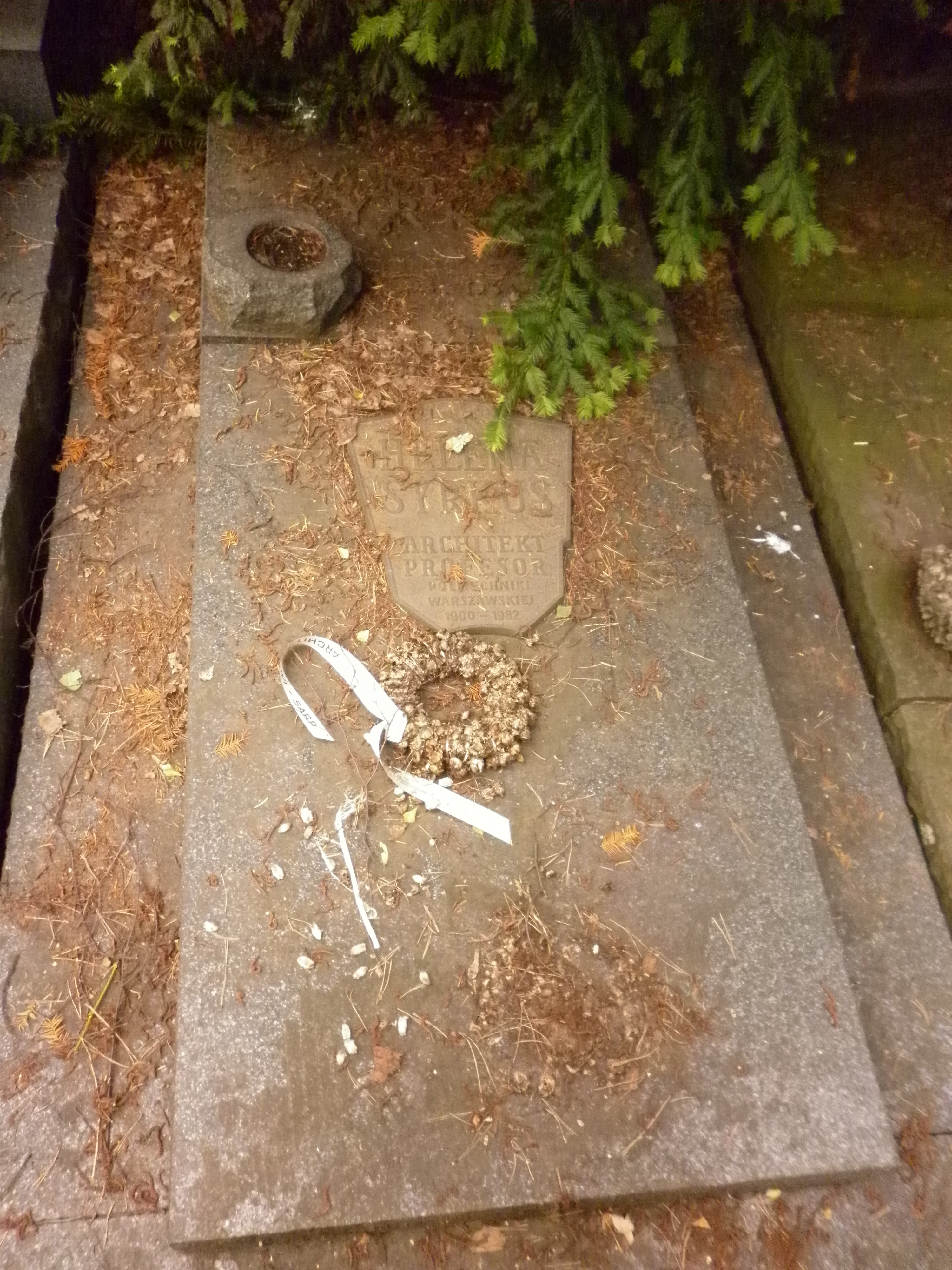
Grób Szymona Syrkusa na cmentarzu Wojskowym na Powązkach

Szymon Syrkus właśc. Szyja Syrkus (ur. 24 kwietnia 1893 w Warszawie, zm. 8 czerwca 1964 tamże) – polski architekt i scenograf, profesor na Wydziale Architektury Politechniki Warszawskiej.

## Życiorys
Urodził się jako Szyja Syrkus 24 kwietnia 1893 r. w Warszawie, w rodzinie Moszka (Marcina) i Józefy z Krügerów. W 1912 r. ukończył szkołę realną. Studiował architekturę w Wiedniu (1911), Grazu (1912–1914), Rydze i Moskwie (1915–1918) oraz od 1918 r. na Wydziale Architektury Politechniki Warszawskiej, gdzie w 1922 uzyskał dyplom architekta. W latach 1920–1921 w krakowskiej Akademii Sztuk Pięknych, studiował w klasie malarstwa u profesorów Józefa Mehoffera i Wojciecha Weissa oraz w klasie architektury u prof. Józefa Gałęzowskiego i prof. Adolfa Szyszko-Bohusza.
W okresie 1922–1924 przebywał w Weimarze, Berlinie i Paryżu, gdzie odbył staż w Académie des Beaux Arts oraz miał możliwość zapoznania się z Bauhausem i grupą De Stijl. Po powrocie do Polski przyłączył się do awangardowej grupy „Blok”.
W roku 1925 zaprojektował i zrealizował budynek Narodowej Służby Zdrowia w Warszawie. Wraz z Teresą Żarnowerówną i Mieczysławem Szczuką w ramach grupy „Blok” opracował teorię projektowania, przedstawioną w roku 1926 na Pierwszej Międzynarodowej Wystawie Architektury Nowoczesnej w Warszawie. Wraz z Barbarą i Stanisławem Brukalskim, Bohdanem Lachertem, Józefem Szanajcą i Heleną Niemirowską założył w roku 1926 grupę twórczą Praesens, która w roku 1928 stała się polską sekcją Congrés Internationaux d’Architecture Moderne (CIAM). 17 lipca 1927 r. poślubił Helenę Niemirowską.
Na jego twórczość wpłynęły lewicowe poglądy społeczne. Zajął się projektowaniem osiedli mieszkaniowych dla Warszawskiej Spółdzielni Mieszkaniowej i Zakładu Ubezpieczeń Społecznych. Zaprojektował też kilka eksperymentalnych domów jednorodzinnych realizujących najnowsze tendencje w architekturze. W latach 1932–1934 zrealizował też teatr eksperymentalny na warszawskim Żoliborzu. Dla WSM zrealizował w latach 1931–1935 osiedle mieszkaniowe na Rakowcu przy ulicy Pruszkowskiej. Od tego czasu wszystkie projekty opracowywał wspólnie z żoną Heleną. Syrkusowie wspólnie zaprojektowali m.in. w latach 1935–1936 ciąg domów przy ul. Kwarcowej na osiedlu Rogi w Łodzi. Był stałym współpracownikiem i autorem dekoracji dla żydowskiego Teatru Młodych.
Po wybuchu II wojny światowej pozostał w Warszawie, mimo propozycji pomocy w emigracji. W czasie okupacji niemieckiej zdobył w listopadzie 1940 r. zlecenie na odbudowę zniszczonego Rakowca. Pracował wraz z żoną w konspiracyjnej Pracowni Architektoniczno-Urbanistycznej (PAU) działającej w strukturze Społecznego Przedsiębiorstwa Budowlanego. W 1942 r. został aresztowany i uwięziony w obozie koncentracyjnym Auschwitz-Birkenau (numer obozowy 77165). Udało mu się zdobyć pracę w obozowym biurze architektonicznym, projektując m.in. szklarnie, ale potajemnie również własne projekty. Część z pracowników została później aresztowana; fortel pozwolił uniknąć rekwizycji prac.
Po wojnie pracował w Biurze Odbudowy Stolicy, jako zastępca kierownika BOS (od sierpnia 1945 do marca 1947). Za największe osiągnięcie okresu powojennego, a zarazem przykład awangardowego osiedla robotniczego, uważa się osiedle WSM na warszawskim Kole, rozpoczęte w roku 1947. Przy budowie osiedla zastosowano nowatorską technologię budowy ścian zewnętrznych z bloków pianobetonu z gotową betonową warstwą licową. Osiedle (układ urbanistyczny i zespół budowlany z zielenią) zostało wpisane w 1992 r. do rejestru zabytków. W tej samej technologii Syrkusowie zaprojektowali też osiedle na warszawskiej Pradze.
5 października 1949 r. nominowany profesorem nadzwyczajnym planowania i architektury miast na Wydziale Architektury, a od 1 czerwca 1955 r. projektowania i kompozycji architektonicznych. Kierował Katedrą i Zakładem Planowania i Architektury Miast. W 1963 r. przeszedł na emeryturę.
19 stycznia 1955 r. został odznaczony Medalem 10-lecia Polski Ludowej.
Zmarł w Warszawie, pochowany na cmentarzu Wojskowym na Powązkach (kwatera C2-11-6).

## Wybrane publikacje
- Warszawa Funkcjonalna (z Janem Chmielewskim), Centrum Architektury, Warszawa 2013, ISBN 978-83-937716-1-5

## Upamiętnienie
Szymona Syrkusa i jego żonę upamiętnia tablica w Praskiej Galerii Sław wmurowanych w chodnik ul. Stalowej w Warszawie w 2017 roku.